# Kor Smeenge

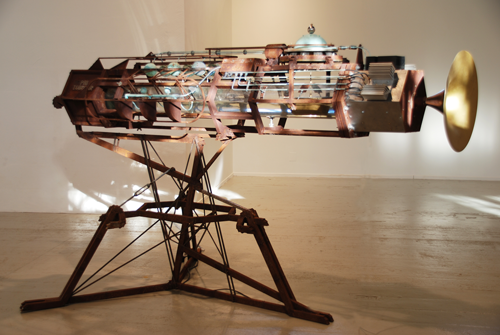
Phi Tubular - Rayleigh Wave Intoner

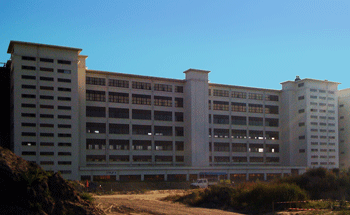
De Ontdekfabriek op Strijp-S te Eindhoven waar de studio van Kor Smeenge was gevestigd

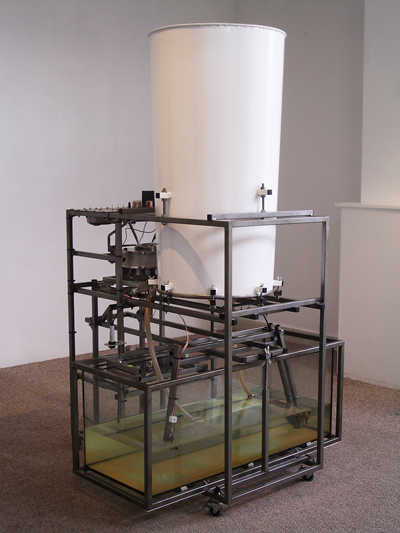
Waterharpet V2.02

Kor Smeenge alias Materializer Industries (MInd) (Stadskanaal, 7 december 1980) is een Nederlandse beeldhouwer, ontwerper en uitvinder.

## Leven en werk
Smeenge studeerde aan de Academie Minerva in Groningen en het Dutch Art Institute in Enschede. Materializer Industries (MInd) is het pseudoniem waaronder Smeenge zijn sculpturen en installaties presenteert. Tevens is het de naam van de studio/werkplaats te Helmond en daarvoor in Eindhoven, waar nagenoeg alle projecten gerealiseerd worden.

## Werken (selectie)
Het oeuvre van Smeenge bestaat uit geluidsinstrumenten en installaties die op tactiele wijze natuur, wetenschap en techniek verbinden.
| Titel                   | omschrijving                         | materiaal                                 | jaar                 |
| ----------------------- | ------------------------------------ | ----------------------------------------- | -------------------- |
| Waterharpet             | Single-point standing wave intoner   | staal/glas/elektronica/water              | 2005                 |
| Grandpiano For The Rain | Druppelpiano                         | staal/glas/elektronica/rode wijn          | 2006                 |
| Phi Tubular             | Rayleigh wave intoner                | staal/RVS/messing/koper/acryl/elektronica | 2007                 |
| Mind Game               | Interactieve performance installatie | hout/elektronica                          | 2008                 |
| Teslarray               | Interstellair communicatie baken     | staal/elektronica                         | 2010-In ontwikkeling |

Werk van Smeenge werd geëxposeerd in binnen- en buitenland (onder meer in België, China, Duitsland en Turkije). Permanent wordt werk geëxposeerd in de collectie Verbeke foundation Te Kemzeke, België. De eigen collectie is te zien in de studio/werkplaats. In samenwerking met het Nieuw Brabants Front reisde Smeenge meerdere malen naar de Volksrepubliek China voor locatie projecten. Samen met Emi Kodama en Sanja Medic exposeerde hij in het satellietprogramma van de Noorderlicht-fotomanifestatie 2005.

## Onderzoek en ontwikkeling
De ontwikkelingen bij Materializer Industries (MInd) zijn een variatie op het CETI principe en zijn mede geïnspireerd op het experiment van Frank Drake en Carl Sagan in 1974, de "Areciboboodschap". Op het lab van MInd wordt momenteel gewerkt aan een vergelijkbaar project. Doel is het communiceren van een mathematische boodschap middels frequentie gemoduleerde radio golven. Net als in het het experiment van Drake en Sagan is het doel van MInd het communiceren over lange afstand met een potentiële buitenaardse ontvanger van informatie aangaande basale menselijke karakteristieken. In het geval van MInd; een continue reeks van zes afgewisselde priemgetallen welke worden gemoduleerd door een natuurlijk (chaotisch) verschijnsel.